# IPhone

Az iPhone 5-nél bevezetett Lightning csatlakozó.

Az iPhone egy érintőképernyős okostelefon-család, amelyet az Apple tervez és forgalmaz. Az iPhone-ok minden generációja az Apple iOS operációs rendszerét használja. Az iPhone első generációját 2007. június 29-én mutatták be, azóta számos új hardware változat került piacra, új iOS frissítésekkel. A legfrissebb változata az iPhone 16/ 16 Pro, amelyet 2024. szeptember 9-én jelentettek be és szeptember 20-ától kapható.

## Funkcionalitás
Az iPhone funkcionálhat videókameraként (bár a videófelvétel csupán az iPhone 3GS óta szerepel a specifikációk között), kamerás mobiltelefonként, hordozható médialejátszóként, illetve internetes kliensként, amely képes e-maileket küldeni és fogadni, teljes funkcionalitású HTML-böngészővel van ellátva, továbbá képes mind Wi-Fi, mind mobilhálózaton történő adatforgalom továbbítására. A készülék felhasználói felülete (GUI vagy Graphical User Interface) kezdetben egy 3,5 colos, illetve az iPhone 5-től kezdődően 4 colos, az iPhone 6-tól kezdődően 4,7 colos, valamint az iPhone 6 Plus esetében 5,5 colos „retina” TFT LCD, kapacitív érintőkijelzőre épül, mely magában foglal egy virtuális billentyűzetet is, szemben a hagyományos fizikai párjával.
Az iPhone-ra számtalan alkalmazást (app vagy application) tudunk letölteni az App Store-on keresztül. Az App Store 2008 közepén indult, és 2012-ig több mint félmillió, az Apple által jóváhagyott alkalmazás közül válogathatunk. Az alkalmazások különböző funkciókkal rendelkeznek, illetve különböző alkategóriákba sorolják őket, például játékok, Reference (ahol e-könyveket találhatunk), GPS-navigáció, közösségi szolgáltatások, biztonság.
Mindeddig nyolc kiadásban készültek iPhone-ok, mindegyik a hozzá tartozó operációsrendszer-verzióval (iOS). Az első iPhone mind formailag, mind specifikációjában iránymutatónak számított a következő generációk tekintetében. A második kiadás, az iPhone 3G újításai közt szerepelt a 3G-szolgáltatás és a beépített GPS, ami lehetővé tette a telefon GPS-ként való használatát. Továbbfejlesztett változata, az iPhone 3GS már digitális iránytűvel, gyorsabb processzorral, magasabb felbontású és videófelvételre alkalmas kamerával került piacra.
A legnagyobb fejlesztéseket eddig az iPhone 4 hozta meg. A készülék immáron két kamerával rendelkezett, egy a telefon hátlapján és egy a kijelző felett. A hátsó kamera felbontása 5 megapixelre nőtt, videókamerája HD minőségben (720p) képes felvételeket készíteni. Az előlapon található kamera VGA-felbontású, fő feladata a FaceTime-hívások segítése, amivel láthatjuk partnerünket beszélgetés közben (csak másik iPhone 4-gyel vagy újabb készülékkel, valamint OS X-szel kompatibilis). Kijelzője (Retina display) 960 × 640 pixeles felbontásra képes 326 ppi mellett, ami így több képpontot jelent egy hüvelyk esetén, mint amennyit az emberi szem érzékelni képes. Ennek köszönhetően a kijelző képpontjai csak nagyon közelről különülnek el egymástól. Bemutatására 2010. június 24-én került sor.
Az iPhone 4s-t 2011. október 4-én mutatta be az Apple. A telefon az előző változathoz képest tartalmában sokat változott. Külsőleg csak apróbb változtatások történtek, illetve az antenna felépítése módosult. Főbb tulajdonságai között szerepel a 8 megapixeles kamera Full HD (1080p) videókamerával, arcfelismerő rendszerrel és képstabilizációval, nagyobb teljesítményű processzorral, GLONASS-támogatással. Igazán jelentős előrelépés a szoftver területén történt, aminek leglátványosabb része a Siri lett. Ez a korábbi intelligens beszédfelismerő program egy továbbfejlesztett változata, ami az egyszerű direkt szóbeli parancsokon túl már bonyolultabb műveletek elvégzésére is alkalmas pusztán szóbeli utasítás alapján. A Siri csak a hibátlan, akcentus nélküli angol, francia, japán, kínai, koreai, német, olasz és spanyol nyelvet érti meg. A készülék belső memóriája 16-tól 64 gigabájtig terjed. Magyarországon a Telekom és a Vodafone rendelkezik kizárólagos forgalmazási jogokkal. Érdekesség, hogy a készülék bejelentése után egy nappal hunyt el az Apple alapítója, Steve Jobs. Az első vásárlók ahelyett, hogy ünnepelték volna az új készüléket, inkább gyászoltak az Apple Store-oknál.
Az iPhone 5 2012. szeptember 12-én került bemutatásra, szeptember 21-től megvásárolható. Az újgenerációs készülék támogatja az LTE-hálózatokat, az 5 GHz-es frekvencián üzemelő WiFi-hálózatokat. Új, 8 érintkezős Lightning-csatlakozóval látták el, a korábbi micro SIM-foglalat helyett nano SIM-kártyát használ. Az új Apple A6 processzor mellett három mikrofonnal szerelték fel a még hatékonyabb zajszűrés érdekében. Új funkció továbbá a panorámakép-készítés akár 28 megapixeles felbontásban.
Az iPhone 5s és iPhone 5c készülékeket az Apple 2013. szeptember 10-én jelentette be. Az iPhone 5c a korábbi iPhone 5-öt váltja fel (amit egyúttal az Apple ki is vont a forgalomból), műanyag készülékházzal rendelkezik, 5 színben (zöld, kék, sárga, rózsaszín, fehér) érhető el, és csak 16, valamint 32 gigabájtos változata van. Nem ért el nagy sikereket a magas ára miatt. Az iPhone 5s lett a csúcskészülék, ami immár három színben (asztroszürke, arany, ezüst) kapható, és a Home gombba az Apple egy ujjlenyomat-olvasót is beépített (Touch ID). A készülékek szeptember 20-án kerültek forgalomba.
A legújabb generációt jelenleg az iPhone 6 és az iPhone 6 Plus képviseli, melyeket 2014. szeptember 12-én mutatott be az Apple. Az iPhone 6 immáron nagyobb, 4,7 colos, 1334 x 750 pixeles retina kijelzőt kapott, a készülék csupán 6,9 mm vastagságú. A telefont immáron 64 bites architektúrájú A8-as chippel szerelték fel és egy M8-as mozgáskövető koprocesszorral bővítették. Az iSight kamera továbbra is 8 megapixeles maradt, bár a lassított felvételek 120 vagy akár 240 fps sebességgel is készíthetőek, illetve sorozatfelvételek készítésére is képes. Az iPhone 6 Plus még nagyobb, 5,5 colos, 1920 x 1080 pixeles (Full HD) retina kijelzővel rendelkezik, a készülék vastagsága 7,1 mm. Ezt is 64 bites architektúrájú A8-as chippel szerelték fel és egy M8-as mozgáskövető koprocesszorral bővítették. Az iSight kamera továbbra is 8 megapixeles maradt, akár 4K-minőségű videók készítésére is alkalmas, és a lassított felvételek 120 vagy akár 240 fps sebességgel is elkészíthetőek vele, továbbá sorozatfelvételek készítésére is képes, ez esetben pedig még optikai képstabilizátort is kapott.

## Az iPhone története
A készülék fejlesztése 2004-ben indult, amikor Jobs kinevezett egy 1000 alkalmazottból álló csapatot, hogy a „Project Purple” (A lila terv) projekten dolgozzanak. Jobs, látván az érintőképernyőben levő lehetőségeket és hogy ezekből mennyit profitálhatna egy telefon, a kutatás fő irányát a GSM felé nevezte meg. A kutatások az amerikai AT&T Mobility-vel kezdődtek meg, és nagyjából 150 millió amerikai dollárt emésztettek fel 30 hónap alatt.
Az AT&T teljes felhatalmazást adott az Apple-nek, hogy házon belül fejleszthesse a saját készülékét és annak szoftverét, illetve állta a havi költségek egy részét is, cserébe a kizárólagos forgalmazási jogáért az USA-ban.
Jobs 2007. január 9-én mutatta be az iPhone-t, a 2007-es Macworld kiállításon, a San Franciscóban található Moscone Centerben. Az első készülékek azon év június 29-én találtak gazdára, ottani idő szerint délután 18:00-kor. Vásárlók százai álltak hosszú sorokban az üzletek előtt szerte az országban. Európában 2007 novemberében lehetett kapni, először Németországban, Franciaországban, Spanyolországban illetve az Egyesült Királyságban. Írország és Ausztria 2008 tavaszán kapta meg az első készülékeket.
2008. július 11-én bemutatásra került az iPhone 3G összesen 22 országban, az eredeti héttel együtt. Később több mint 80 ország vásárlói vehették meg első Apple telefonjukat. A 3GS 2009. június 8-án került bemutatásra, 11 nappal később pedig a boltokba. Hogy szélesebb körben tudják értékesíteni a telefonokat, az Apple nagy mértékben csökkentette a 3GS árát, ahogy megjelent az iPhone 4.
Csak az első iPhone-ból hozzávetőlegesen 6,1 millió darabot értékesítettek. 2010-ig bezárólag 73,5 millió iPhone kelt el az egész termékskálát tekintve, világszerte. 2011-re a mobiltelefon-piac 4%-át fedte le az iPhone, viszont az Apple önmaga több mint 50%-át termeli ki a világszerte történő mobilkészülékek eladásából származó profitnak.
Az iPhone hátlapja eleinte alumíniumból készült, ezt váltotta a 3G és 3GS teljes műanyag borítása (a térerő javításának érdekében), majd a 4/4s üveg és az 5/5s/6/6 Plus ismét fém hátlapja. Az iPhone 5c műanyag borítást kapott.
A 3G 8GB-os modelljét csak fekete hátlappal lehetett kapni, míg a 16GB-os változat fehérben és feketében is elérhető volt. Mára már egyik sincs forgalomban. A továbbfejlesztett 3GS elérhető volt mindkét színváltozatban, függetlenül a tárhely méretétől.
Az iPhone 4 elő- és hátlapját egy-egy alumínium-szilikát erősítésű üveglap borítja, oldalait rozsdamentes acél veszi körül. Ez a keret funkcionál a telefon antennájaként is. Először fekete színben volt kapható, a fehér változat 2011 áprilisában jelent meg.
2011. október 4-én az Apple leleplezte az iPhone 4s-t. Több mint 1 millió darabot adtak el a megjelenést követő 24 órában. Többek között ennek az eredménye miatt, az iPhone tömeges gyártásának és magasabb árának köszönhetően az Apple lett a világ legnagyobb bevételével működő mobiltelefon-gyártója, megelőzve a finn Nokiát.
A 2012. július 24-én nyilvánosságra hozott második negyedévi bevételösszegzésből kiderült, hogy az Apple a fenti dátumig összesen 35 milliárd dollár (7700 milliárd forint) bevételre tett szert, ami így is elmaradt 2,2 milliárd dollárral az év eleji becslésekhez képest. Addig 26 millió iPhone kelt el, ami szintén alulmaradt a várt 28 és fél millió darabhoz képest.

## Hardver

### Kijelző és adatbevitel
Az iPhone 5 előtti összes modell érintőkijelzője egy 9 cm képátlójú (3.5 hüvelyk) LCD, karcálló üveg mögött, iPhone 5-től ez 4 hüvelykre, iPhone 6/6 Plustól pedig 4,7 és 5,5 hüvelykre nőtt. A kapacitív kijelző meztelen ujjakkal, vagy egyszerre több ujjal való kezelésre (Multi-touch) lett tervezve. Az első három generáció 320 × 480-as felbontással (HVGA) rendelkezik, az iPhone 4 és iPhone 4s modellek 640 × 960-as, iPhone 5-től kezdve pedig 1136 x 640-es felbontással bírnak, 326 ppi (pixel per inch) mellett, 16:9-es képaránnyal.
Az iPhone fizikai kezelőfelülete minimális, mindössze öt gombból áll. Az egyetlen igazi nyomógomb a kijelző alatt helyezkedik el, ez a „Home button”. Megnyomásával a telefon a háttérben futtatja tovább az aktuális alkalmazást és megjeleníti a Kezdőképernyőt, kétszeri megnyomásával pedig a telefon "feladatkezelőjét" érhetjük el, amivel kiléphetünk az alkalmazásokból. Az iPhone 4s-től kezdve a Home gomb hosszabb, folyamatos nyomása aktiválja a Sirit, ha az be van kapcsolva, ellenkező esetben ugyanerre a hangvezérlés jön elő.

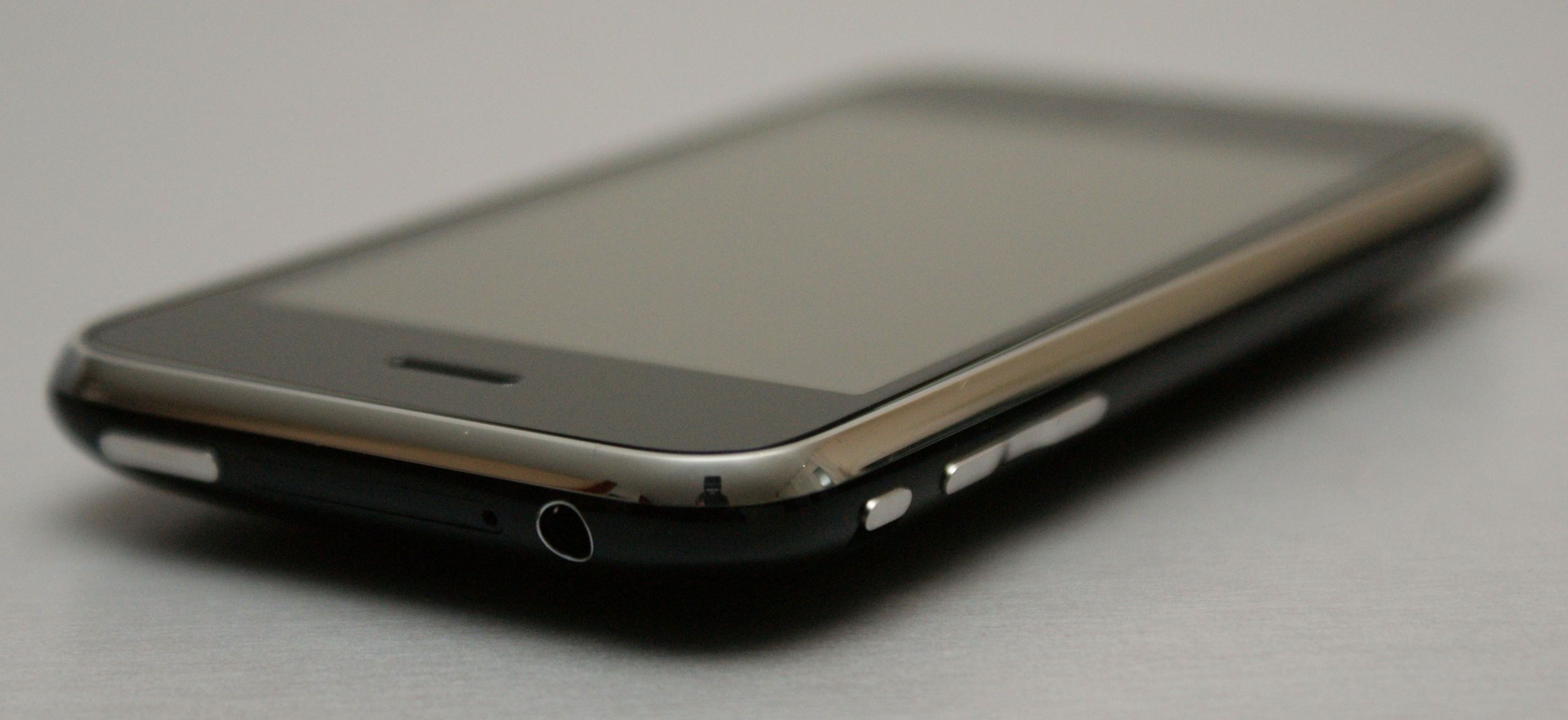
Egy iPhone 3GS felső és oldalsó nézete, ami felettébb hasonló az iPhone 3G-hez.
Jobbról balra, oldalirányban: wake/sleep gomb, SIM tálca, jack aljzat, némító csúszka, hangerő szabályzók.
A tetején: hangszóró és kijelző.
Nem látszik: dock csatlakozó, mikrofon, alsó hangszóró.

A „sleep/wake” nyomógomb az iPhone 5s-sel és 5c-vel bezárólag a telefon tetején, majd az iPhone 6-tól és 6 Plus-tól az oldalán található. Ki-bekapcsoláshoz használhatjuk, illetve afféle billentyűzárként is funkcionál, persze itt nem billentyűket, hanem a kijelzőt zárjuk vele. Ezen túl hívásfogadáskor az első gombnyomás némítja a telefont, a második pedig a hangpostára irányítja a hívást (vagy csak elutasítja, ha nincs bekapcsolva a hangposta).
A telefonok oldalán találhatóak a hangerőszabályzó gombok, illetve egy csúszó kapcsoló, amivel némíthatjuk a telefont. Ez elhalkítja a csengőhangokat, üzenetjelző hangokat, értesítő hangokat, az alkalmazások hangját, a telefont lezáró/kinyitó kattanást és a billentyűzet hangját. Viszont aktívnak hagyja az emlékeztetők hangját, illetve az ébresztőt. Az iPhone 3GS-sel bezárólag mindegyik gomb műanyagból készült, de az iPhone 4-től kezdődően ezek a gombok már fémből vannak.
A ProMotion technológiénak köszönhetően a kijelző, másodpercenként 10-120 között bármennyiszer tud frissülni, ezzel energiát sprórol, így növeli a készülék készenléti idejét.

### Szenzorok
A kijelző három szenzorral áll kapcsolatban, illetve egy negyedikkel az iPhone 4-től kezdve. A kijelző felett egy „Proximity Sensor” (közelségérzékelő) helyezkedik el, ami érzékeli az arc közelségét telefonálás közben, és lekapcsolja a kijelzőt és az érintőfelületet, így elkerülhető például a hívás véletlen megszakítása. Mellette található egy fényérzékelő, ami a külső fényviszonyok alapján állítja be a kijelző fényerejét (kapcsolható opció a telefon beállításai között), így nem lesz túl világos vagy sötét a kijelző. Ezen kívül akármilyen napfényben és akármilyen szögből tisztán kivehető a kép. A háromirányú gyorsulásmérő érzékeli, hogy a telefon függőleges vagy vízszintes használatban van, és eszerint állítja a kijelző orientációját. Így a kamerázáshoz, webböngészéshez vagy játékokhoz könnyebben használható a telefon szélesvásznú módban.
Az iPadtől eltérően az iPhone nem fordítja el a kijelzőt, ha fejjel lefelé fordítjuk a telefont, hacsak az éppen használt alkalmazás nincsen erre tervezve. A 2008. januári szoftveres frissítések lehetővé tették, hogy GPS hiányában GSM átjátszótornyok és Wi-Fi segítségével történhessen a helymeghatározás, háromszögeléssel. Az iPhone 3GS-től kezdődően a készülékek AGPS-t és digitális iránytűt használnak, az iPhone 4s pedig már GLONASS rendszerrel is fel van felszerelve, így a telefon már az orosz fejlesztésű rendszerrel is használható.

### Hang és kimenet

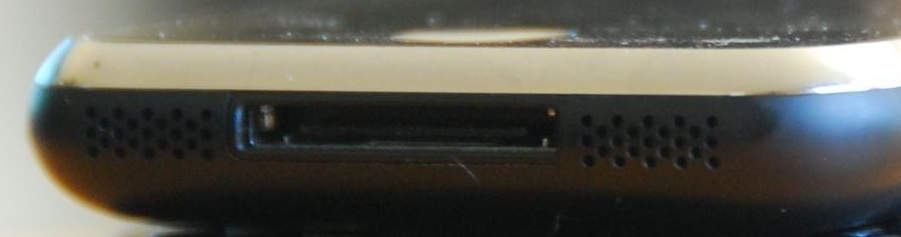
30-pin Dock connector, két oldalán a hangszóróval (bal) és a mikrofonnal (jobb). A képen az eredeti iPhone látható.

A készülék alján található a „dock connector”, amelyen keresztül tölteni lehet a telefont. Szintén ez a csatlakozó szolgál az USB-s adatátvitelre egy PC vagy egy Mac között. A dock connector eredetileg a 30 tűs, majd iPhone 5-től a Lightning (8 tűs) szabványt támogatta. Az adatátvitelt az Apple az iTunes-on keresztül oldja meg elsősorban. A csatlakozótól jobbra található a mikrofon, balra pedig a hangszóró. Az iPhone 4-en található egy második mikrofon – a telefon tetején – a zajszűrés érdekében.
A 3.5 mm-es Jack aljzat az iPhone 4s-ig a készülék tetején található a fej- illetve fülhallgatók használatához, ez az iPhone 5-től kezdődően átkerült a készülék aljára.
Habár az iPhone kompatibilis a normál fej- fülhallgatókkal, az Apple (és egyes gyártók) terméke több funkciót is garantál a felhasználónak. A többfunkciós gomb hívás fogadására és befejezésére, zene vagy videó megállítására, elindítására, továbbléptetésére szolgál, valamint alsó és felső részével a hangerő növelhető illetve csökkenthető. A gomb beépítve tartalmaz egy mikrofont is a hívásokhoz.

### Akkumulátor

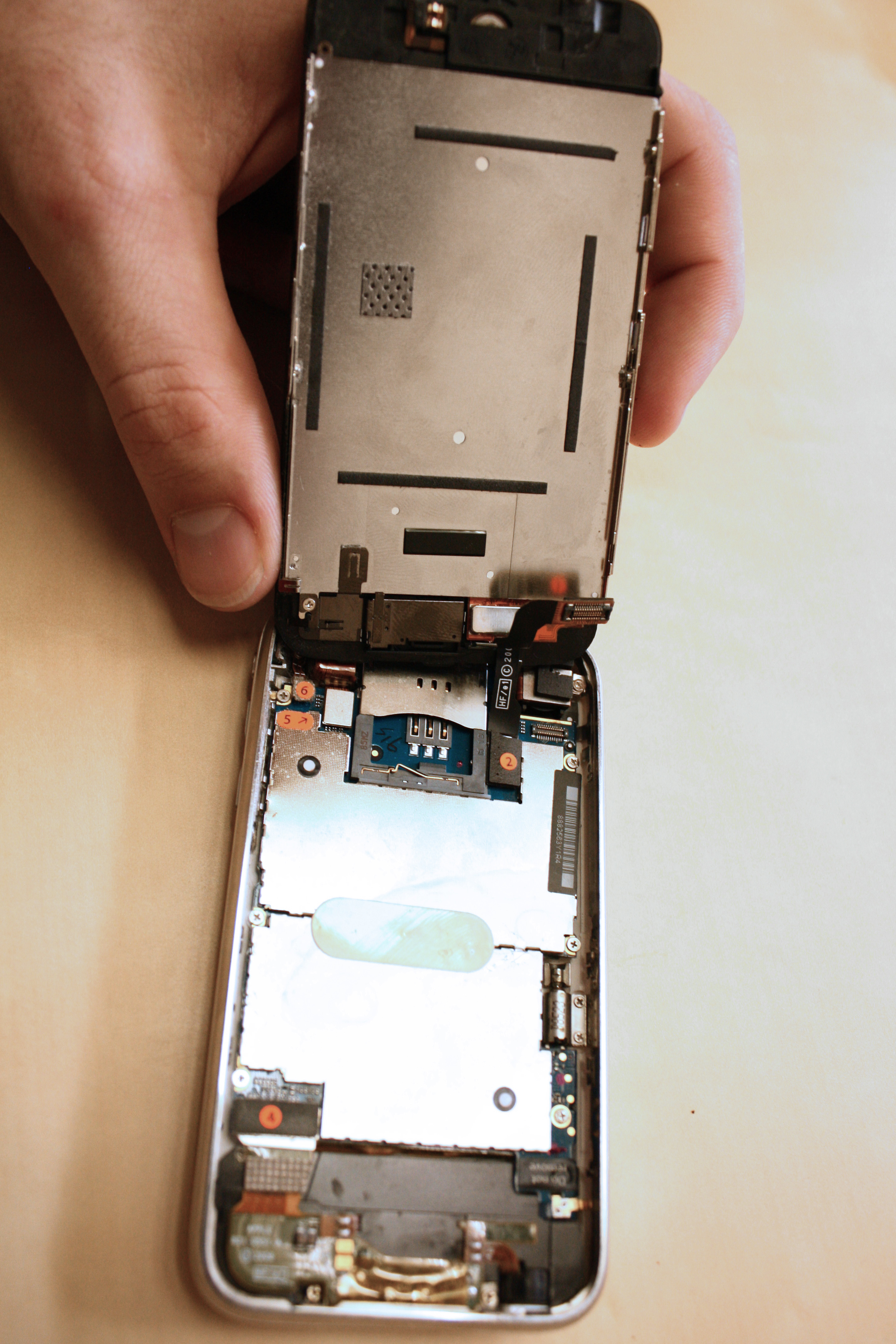
Az akkumulátor cseréjéhez fel kell nyitni a telefont. A képen egy iPhone 3G.

Az iPhone egy beépített, újratölthető lítiumion-akkumulátort használ, ami a legtöbb mobiltelefonnal szemben nem vehető ki a készülékből a felhasználó által. Az akkumulátor a számítógépes szinkronizálás közben vagy hálózati adapterre csatlakoztatva tölthető fel.
Az Apple folyamatosan teszteli az akkumulátorok élettartalmát, és a cég szerint az akkumulátor képes megtartani eredeti kapacitásának 80 százalékát akár 500 töltés után is. Az első modellek energiaforrásai számos területeken kaptak negatív kritikákat, ám ezek hibáit a 3G készülékekkel kiküszöbölte az Apple.
Ha a vásárlástól számított egy éven belül meghibásodik az akkumulátor, akkor azt garanciálisan intézi a szolgáltató vagy gyári független készülék esetén az Apple vagy annak hivatalos szervizpartnere. Az egyéves garancia tovább növelhető a kártyafüggetlen készülékek esetén további egy évvel, ha a vásárló igénybe veszi az Apple Care szolgáltatást. A házilag történő cserét senkinek sem javasolják, ugyanis az idegen vagy házi szerszámok kárt tehetnek a telefon belsejében, emellett a garancia elvesztését is eredményezhetik.

### Kamera

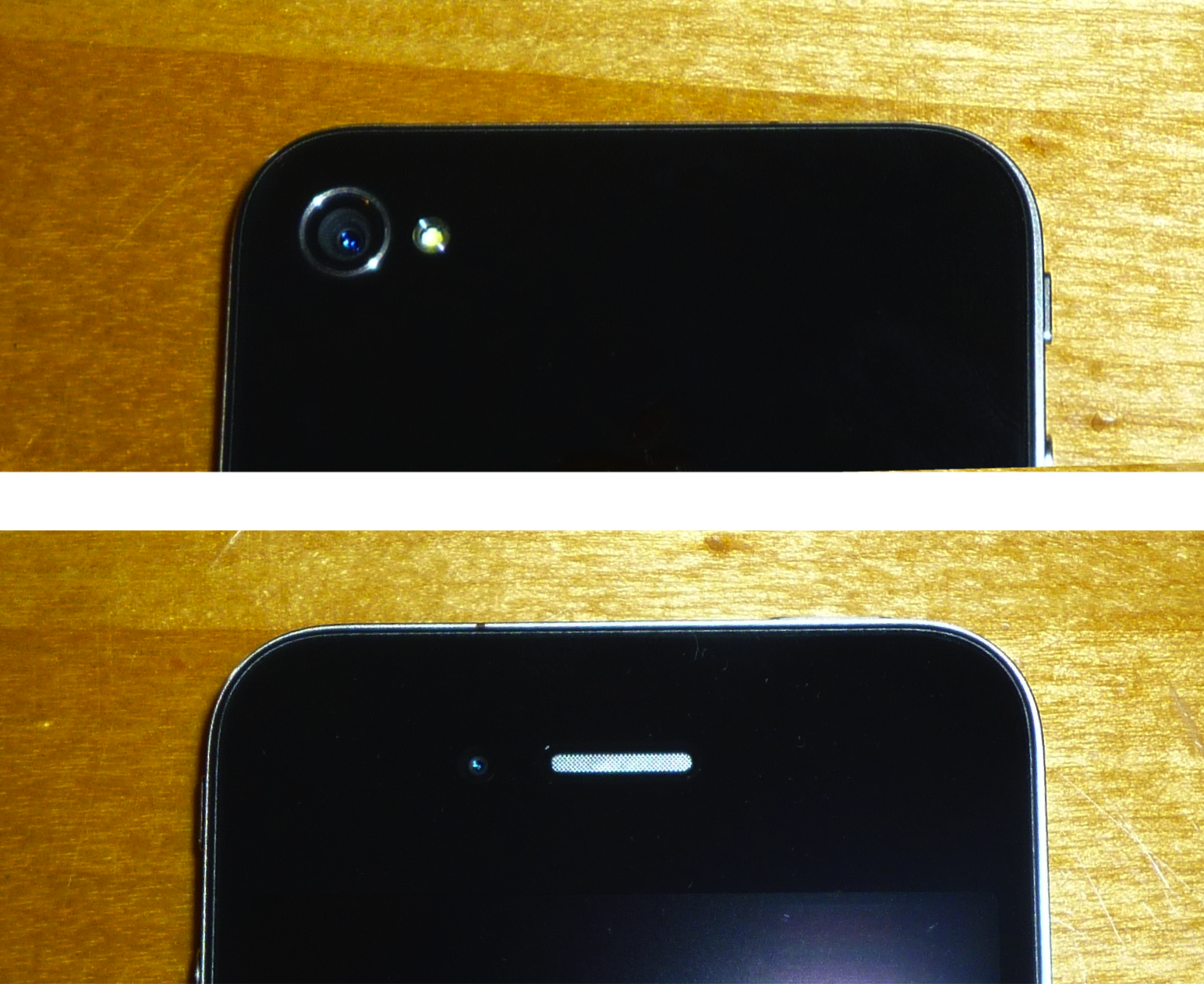
Az iPhone 4/4s előoldali, illetve hátoldali kamerája a LED vakuval együtt. A dupla kamera és a LED vaku csak az iPhone 4-től van jelen.

Az első iPhone és az iPhone 3G egy beépített, fix fókuszú, 2 megapixeles kamerát használt. Ezeken a készülékeken nincs optikai zoom, vaku vagy autofókusz, és alapból nem tudnak videófelvételt készíteni, azonban ez a telefon jailbreakelése után lehetséges.
Az iPhone 3GS már egy 3.2 megapixeles, OmniVision kamerával készült, autofókusszal, automatikus fehéregyensúly-állítással és makro móddal. A videófelvételre alkalmas kamera 640 × 320-as felbontású mozgóképet képes rögzíteni, 30 kép/másodperc sebességgel. Az elkészített videó a készüléken vágható, szerkeszthető és feltölthető például a YouTube-ra vagy más videómegosztó portálra.
Az iPhone 4-ben található kamera már 5 megapixeles (2592 × 1936 pixel), és LED vakus támogatással lehet vele fényképeket és videót készíteni. A felvett mozgókép HD minőségű, 720p-s felvétel. A telefon elején található kamera VGA felbontású, és fénykép vagy videó rögzítésére is képes.
Az iPhone 4s kamerája már 8 megapixeles képeket készít, és 1080p felbontású, Full HD videók rögzítésére is alkalmas. A kamera az iOS 6.1 óta közvetlenül elérhető a lezárt képernyőről egy gyorsikon segítségével, és a hangerőszabályzó gombokkal is lehet exponálni. A gyorsulásmérőnek köszönhetően a telefon stabilizálja az összes felvett anyagot, így elkerülhető a képek elmosódása, vagy a videók képének remegése.
Az iPhone 5 és 5c esetében kicsit javítják a hibákat, bár új funkciók nem kerülnek bele.
Az iPhone 5s kamerájával már lassított felvételek készítésére is lehetőségünk van 120 fps-es felvételek készítésére, bár a kamera továbbra is 8 megapixeles marad.
Az iPhone 6-ban található kamera lehetőséget ad lassított felvételek készítésére 240 fps-sel, illetve az iPhone 6 Plusban beépítettek egy optikai képstabilizátort is.

### Adattárolás és SIM kártya

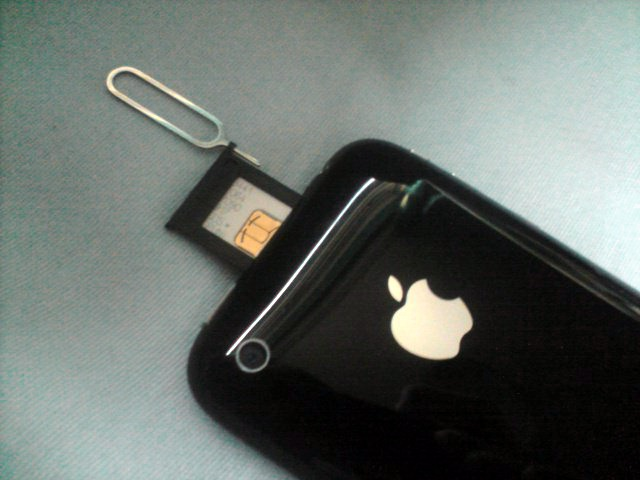
A SIM fiók, benne a SIM tálca a SIM kulccsal eszközzel a foglalatban. A képen egy iPhone 3G látható.

Az első iPhone először két méretű memóriával jött ki: 4 vagy 8GB. 2008 februárjában a 4GB-os modelleket felváltották a 16GB-os készülékek. Az iPhone 3G örökölte ezeket a kapacitásokat egészen az iPhone 4-ig, ami már 16 illetve 32GB-os változatban jelent meg, majd később, az új generációs készülék megjelenése után a 16 és 32GB-os készülékeket az Apple kivonta a forgalomból, és csak 8GB-os tárhelyűeket lehetett kapni belőlük. Az iPhone 4s-től kezdve már elérhetőek a készülékek 64GB memóriával is. Az iPhone 6 és 6 Plus esetében pedig már elérhetőek 128GB-os kapacitással, ami felváltja a 32GB-os kapacitást.
Minden adat egy integrált meghajtón helyezkedik el, így nincs szükség külön nyílásokra merevlemeznek illetve memóriakártyáknak. A telefon SIM kártyája a fix hátlap miatt egy erre kialakított fiókban foglal helyet, amit a csomagolásban elhelyezett, külön erre a célra tervezett SIM kulccsal (vagy egy széthajtott gemkapoccsal) tudunk kinyitni. Ez a fiók a 3GS modellig a telefon tetején, míg a 4-es modellektől kezdődően a telefon oldalán kapott helyet. Az iPhone a kezdetektől támogatja a "hot swap" funkciót, vagyis a telefon kikapcsolása nélkül is cserélhető a SIM kártya. Az iPhone 4 és az iPhone 4s micro SIM kártyát használ, az iPhone 5-től kezdve pedig az Apple a nano SIM kártyára váltott, ami jóval kisebb, mint a szokványos SIM kártyák.

### Beázást érzékelő indikátorok
Az összes modellben található két apró "matrica", amelyek fehérről pirosra váltanak, amint vízzel vagy más folyékony anyaggal érintkeznek. Ezek a telefon tetején, illetve alján helyezkednek el (a jack aljzatban, illetve a dock csatlakozónál), és szabad szemmel legtöbbször alig láthatók. Segítségükkel eldönthető, hogy a termék vásárlója jogosult-e a garancia igénybevételére, és kizárható vele a szándékos rongálás.
Mivel ezen indikátorok nem teljesen fedettek, előfordulhat, hogy rendszeres használat során elszíneződnek. Edzés közbeni használat során izzadságtól, fürdőszobai párától vagy akár egy hirtelen hőmérséklet-változástól. Így az Apple a vásárló külön kérésére tovább vizsgálja a beázás pontos okát.

### Tartozékok

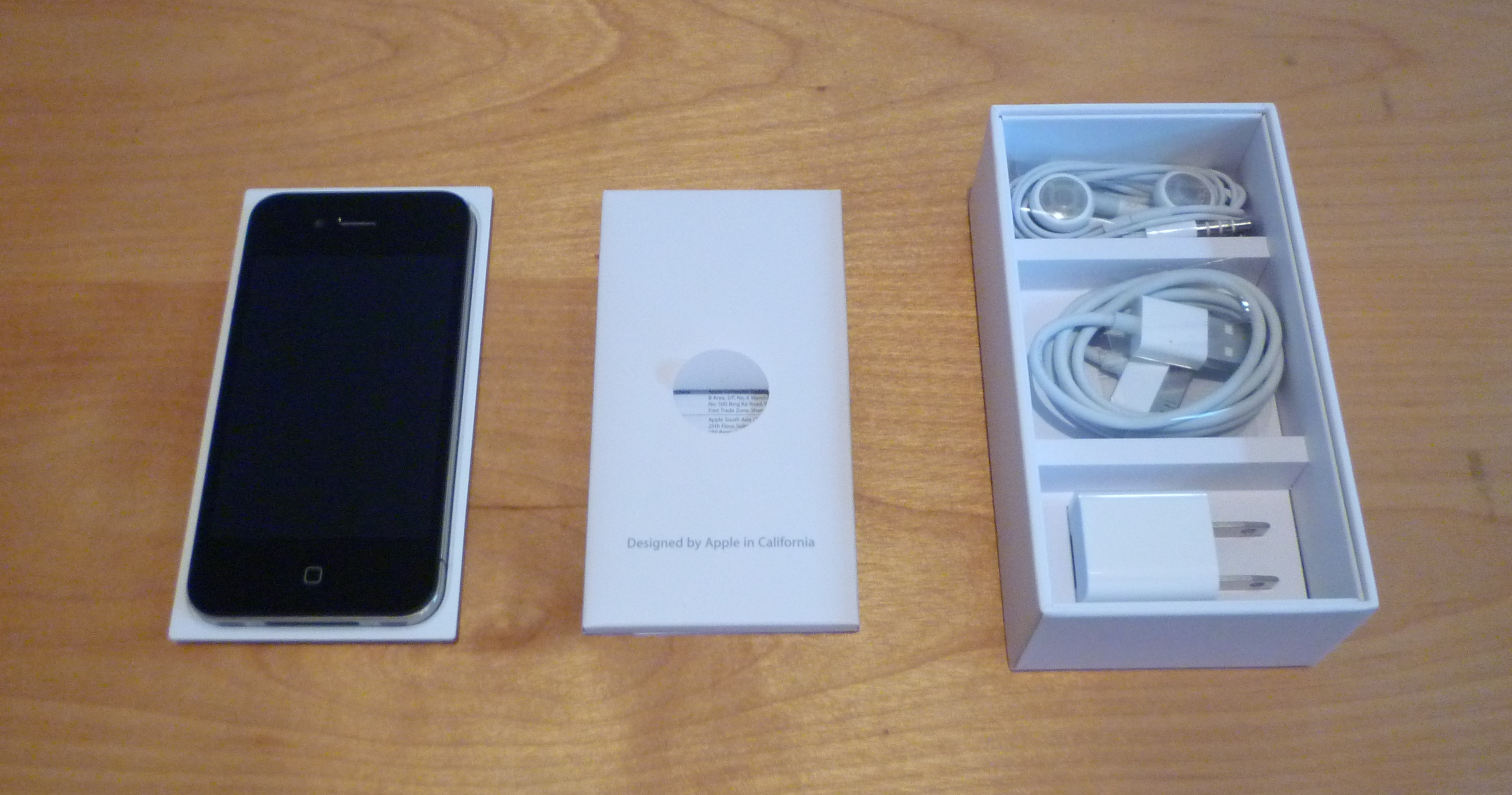
Az iPhone 4 és tartozékai.
Balról jobbra: iPhone 4 készülék, használati útmutató.
A dobozban fentről lefele: fülhallgató, USB adatkábel, hálózati töltő.

Minden iPhone modell dobozában megtalálható egy használati útmutató, Lightning-USB C adatkábel és SIM kulcs. Az eredeti iPhone és a 3G esetén a csomagolás magában foglal még egy törlőkendőt és egy asztali dokkolót a szinkronizáláshoz.

## Por-, csepp-, és vízállóság
Az IEC 60529-es szabvány szerint IP68‑as besorolású (legfeljebb 6 méteres mélységig és legfeljebb 30 percig meríthető vízbe).

## Szoftver

### Operációs rendszer
Az iPhone operációs rendszere az iOS (korábban iPhone OS), ez fut az iPhone-on,és az iPod Touch-on. Ugyanazon a Mach kernelen alapul mindkettő, ami a Mac OS X-ben is található. Az iOS tartalmazza a Mac OS X 10.5 verziójának "Core Animation" modulját, ami a PowerVR MBX 3D hardverrel együtt felelős a felhasználói interfészben található animációk akadásmentes lejátszásáért. Az operációs rendszer jóval kevesebb mint fél GB-ot foglal magának az eszköz háttértárából. Támogatja a később megjelenő alkalmazásokat.
Az iPhone-t az iTunes 7.3-as és későbbi verziójával lehet használni, ami kompatibilis a Mac OS X 10.4.10-es verziójával és a 32 bites Windows XP-vel és Vistával. Az iTunes 7.6-os kiadásában már támogatja mind a 64 bites Vista-t mind a 64 bites XP-t.
Az iPhone központi egysége egy ARM alapú processzor, ellentétben az Apple számítógépeiben használt x86-os illetve PowerPC processzorokkal. Ez azt jelenti, hogy az egyes alkalmazásokat nem lehet egyszerűen átmásolni a Mac OS X-ből, hanem újra kell írni és fordítani azokat az iPhone-ra. Emellett a Safari webböngésző támogatja a platformfüggetlen, AJAX-ban írt webes alkalmazásokat.

### Alkalmazások
A főképernyőn iOS 7 esetén a következő alkalmazások találhatók alapból: Üzenetek, Naptár, Képek, Kamera, Videók, Térképek, Időjárás, Passbook, Jegyzetek, Emlékeztetők, Óra, Újságos, iTunes Store, App Store, Game Center, Beállítások és a FaceTime. Négy másik alkalmazás pedig még a képernyő alján, a Dock-on: Telefon, Mail, Safari és Zene.
A 2007-es WWDC-n, június 11-én az Apple bejelentette, hogy az iPhone támogatni fogja a külső alkalmazásokat is a Safari böngészőn keresztül, amely osztozik az iPhone interfészének kinézetével. 2007. október 17-én Steve Jobs egy nyílt levélben bejelentette, hogy 2008 februárjától elérhetővé teszik külső fejlesztők számára is az SDK-t (Szoftver Fejlesztői Környezet). A biztonsági aggodalmak miatt, illetve a Nokia digitális aláírási rendszerét követendő, várható volt, hogy az Apple hasonló rendszert fog alkalmazni. Az iPhone SDK-t hivatalosan 2008. március 6-án jelentették be az Apple Town Hall épületében. Az SDK segítségével a natív alkalmazások fejleszthetők az iPhone és iPod Touch-hoz és az iPadekhez, illetve tesztelhetők szimulátor segítségével. Az alkalmazás futtatása az eszközökön csak azután lehetséges, hogy kifizettük az Apple Developer Connection éves díját (99 dollár). A fejlesztők jóformán bármilyen árat szabhatnak az alkalmazásukhoz, amit az App Store-on keresztül terjeszthetnek és amiből 70% részesedést kapnak, 30%-ot pedig az Apple kap. A fejlesztők ugyanakkor választhatják azt is, hogy ingyenesen elérhetővé teszik az alkalmazásukat.
Az SDK azonnal elérhető volt, miközben az alkalmazásokkal várni kellett a 2.0-s szoftverfrissítésig, amit 2008. július 11-én tettek közzé.
Az SDK megjelenéséig kizárólag webappok voltak elérhetőek az iPhone-ra, ami ezután nagyon rövid idő alatt megfordult, és az App Store lett az elsődleges. Az alkalmazások App Store-on kívüli telepítésének lehetőségét az Apple nem támogatja, hivatalosan azt csak a fejlesztők tehetik meg a saját készülékük esetén a saját, fejlesztés alatt álló alkalmazásukkal.

### Szoftverfrissítések
Az Apple ingyenes frissítéseket biztosít az iPhone operációs rendszeréhez az iTunes-on keresztül, az iPod-okéhoz hasonló módon. Biztonsági javításokat, illetve új, javított funkciókat is ilyen módon adnak ki. Ez alól az első kivétel az iPhone eredeti (2G) kiadása volt, amelynek támogatását az Apple 2010 áprilisát követően, az iOS 3.1.3 megjelenése után megszüntette. Később az iPhone 3G támogatása is megszűnt, arra az iOS 4.2.1-es verziója után nem érkezett több frissítés. Őket a 3GS követte a 6.1.6-al, egyúttal az iOS megújulását jelentő iOS 7-ből így kizárva.
Az Apple által kiadott ingyenes szoftverfrissítéseket az iOS 5.0.1-ig az iTunes segítségével lehetett telepíteni, majd az 5.0-ban bemutatkozó OTA (over-the-air) opciónak köszönhetően ezt már akár közvetlenül a készüléken is megtehetjük a Beállítások appon belül. Az első OTA frissítés az 5.0.1 volt. Az új szoftververziók legtöbbször új iTunes-verziót is igényelnek az iOS-ben megjelenő egyes új funkciók miatt. Így például az iOS 3.0-hoz iTunes 8.2 kellett, a 3.1-hez iTunes 9.0, az iOS 4.0-hoz iTunes 9.2. Az iOS 5-höz már az iTunes 10.5 volt szükséges, viszont ennek követelménye Mac esetén Mac OS X 10.5.8 vagy Leopard a legalább 800 MHz-es G4-es vagy G5-ös rendszereken, így az iOS 5-ös vagy újabb készülékek nem szinkronizálhatóak az iTunes segítségével a Mac OS X korábbi verzióin.

## Funkciók

### Hívások
Az iPhone ismeri a konferenciahívást, hívástartást, több hívás egyidejű kezelését, hívóazonosító kijelzést, illetve hálózati szolgáltatások és iPhone funkciók egyidejű kezelését. Például ha zenehallgatás közben hívnak minket, akkor a zene elhalkul, és a hívás vége után a zene ismét felhangosodik. A hangtárcsázás is támogatott (mind telefonszám, mind telefonkönyv-bejegyzés bemondásával), vagy egy zeneszám vagy lejátszási lista is indítható hangvezérléssel.
Az iPhone rendelkezik egy úgynevezett Vizuális Hangposta funkcióval, aminek segítségével a felhasználó láthatja az aktuális hangposta üzeneteit a képernyőn, anélkül hogy be kellene tárcsáznia a hangpostájára. Ellentétben más rendszerekkel, az üzenetek meghallgathatók és törölhetők tetszőleges sorrendben kiválasztva a képernyőn megjelenő lista alapján. Az AT&T, O2, T-Mobile és az Orange szolgáltatók módosították a hangposta rendszerüket, hogy alkalmazkodjon az Apple új funkciójához. (Később emiatt az Apple-t és az AT&T-t is beperelte a Klausner Technologies, mivel szerintük az Apple Vizuális Hangposta technológiája megsérti két bejegyzett szabadalmukat is.)
Az egyedi csengőhang funkciót az Egyesült Államokban 2007. szeptember 5-én jelentették be, de ez a szolgáltatás nem érhető el az összes területen, ahol az iPhone-t forgalmazzák. A funkció lehetővé teszi a felhasználóknak, hogy saját maguk készítsenek csengőhangokat az iTunes-on keresztül vásárolt zenékből, plusz díj fizetése mellett. A csengőhang hossza 3 és 30 másodperc közötti lehet, felerősíthető és elhalkulhat, illetve fél és öt másodperc közötti loopok szerkeszthetők benne. Minden szerkesztés megoldható az iTunes segítségével, a szinkronizált csengőhangok figyelmeztető jelzésként is használhatók a telefonon. Egyéni csengőhangok szintén létrehozhatók az Apple GarageBand 4.1.1 vagy későbbi verziójú szoftverével (Mac OS X-re érhető el egyelőre csak) és külső fejlesztők által készített programokkal is.
Az Apple jó néhány videót tett fel az iPhone honlapjára, amelyen keresztül a telefon különböző képességeit mutatja be.

### Multimédia
A iPhone által használt zenekönyvtár kinézete különbözik az előző iPodokban megszokottól, az egyes részeket jobban elkülönítették, ABC sorrend szerint, nagyobb betűmérettel. Az előző iPodokhoz hasonlóan az iPhone is sorba tudja rendezni a zenekönyvtárát dalok, előadók, albumok, videók, műfajok, szerzők, podcastok, hangoskönyvek és összeállítások alapján. A borító görgetés hasonló, mint amit már az iTunes-ban megszokhattunk; mutatja az egyes albumok borítóit a görgethető képgaléria formájában. A görgetés az ujjunk képernyőn történő végighúzásával történik.
Az iPhone támogatja a szünet nélküli lejátszást.
Ahogy a 2005-ben bemutatott ötödik generációs iPodok, úgy az iPhone is képes videólejátszásra, így a felhasználók filmeket és TV műsorokat is nézhetnek. Kettős érintéssel válthatunk a szélesvásznú és a teljes képernyős lejátszás között.
Az iPhone-t használók közvetlenül le tudnak tölteni tartalmakat a telefonjukra az iTunes Store-on keresztül, vagy szinkronizálhatnak a számítógépen futó iTunes-szal.

### Internetkapcsolat
Internetezni a telefonnal akkor tudunk, ha az kapcsolódik egy Wi-Fi hálózatra, vagy van mobilinternet-előfizetésünk, és a lefedettségi területen belül tartózkodunk. Alapértelmezésben a telefon felajánlja, hogy csatlakozzunk az újonnan felfedezett Wi-Fi hálózatokhoz és ha szükséges, akkor kéri a jelszót is, de természetesen manuálisan is csatlakozhatunk Wi-Fi hálózatokhoz. Amennyiben a Wi-Fi opció be van kapcsolva, a készülék automatikusan átvált mobilinternetről bármely, a készülék által már ismert, és épp elérhető Wi-Fi hálózathoz.
Az első generációs iPhone megjelenése előtt néhány bíráló "gyötrelmesen lassúnak" nevezte az EDGE sebességét, mert az iPhone-nak 100 másodpercbe telt letöltenie a Yahoo! honlapját. A készülék megjelenése előtt azonban a sebesség 200kbit/s-ra növekedett, ami az AT&T hálózatfejlesztésének volt köszönhető.
Az iPhone bevezetése óta az internet-kapcsolatra képes kézi készülékek használata két-három nagyságrenddel megnövekedett. Az AT&T és a Google statisztikáira hivatkozva az iPhone által generált keresések száma 50-szer több a többi készülékhez képest. Az iPhone miatt növekedett a vezeték nélküli hálózaton forgalmazott átlagos adatmennyiség, ami körülbelül 30-szor nagyobb, telefononként 100MB-os nagyságrendű, a többi készülékhez képest.
Az iPhone 3G már lehetővé tette a 3G hálózathoz való hozzáférést, maximum 3.6Mbit/s letöltéssel, ez a 3GS-ben 7.2Mbit/-ra nőtt, majd az iPhone 4s-ben már akár 14.4Mbit/s is elérhető. Ezt követte az LTE támogatása az iPhone 5-től kezdődően, ami jelentős sebességnövekedést jelenthet az adott szolgáltatók hálózatán.

### Web hozzáférhetőség
Az iPhone képes a Safari webböngésző módosított verziójával a webre kapcsolódni. A honlapokat álló vagy fekvő módban nézhetjük, a böngésző támogatja a nagyítást úgy, hogy két ujjunkat közelítjük vagy távolítjuk egymástól a képernyőn, vagy dupla érintéssel "tappintunk" a szövegen vagy képeken. A webböngésző képes a teljes honlapot megjeleníteni ellentétben a legtöbb okostelefonnal szemben.
Az iPhone nem támogatja a Flash-t, de az Apple fejlesztett egy külön alkalmazást a YouTube videókhoz, és hasonló rendszert használtak az Apple TV-hez is.
A kezdetekben az Apple fejlesztett egy alkalmazást a Google térkép szolgáltatásához, amit térkép vagy műhold módban nézhettünk, listát készíthettünk a keresési eredményeinkből vagy útvonaltervet két hely között, miközben valós idejű forgalmi információkat kaptunk (opcionális). A termék bejelentése alatt Steve Jobs azzal mutatta be ezt az új opciót, hogy tréfából felhívott egy közeli Starbucks-t, és rendelt 4000 latte-t elvitelre. (Később a Google alkalmazásai, így a YouTube és a Google Térképek is eltávolításra kerültek a rendszerből. Ezeket a Google maga fejleszti tovább azóta, és az App Store-ból tölthetőek le, ingyenesen.)

### E-mail
Az iPhone e-mail kezelő alkalmazást is biztosít, ami támogatja a HTML alapú e-maileket. Segítségével a felhasználók képeket és más tartalmakat szúrhatnak be leveleikbe, így például a PDF, a Microsoft Word és Excel csatolmányok is megtekinthetők a telefonon. Kezdetben Yahoo! és a Google Gmail-je biztosított ingyenes Push-IMAP e-mail szolgáltatást az iPhone-hoz, hasonlóan, mint a BlackBerry esetén (de a Google 2013 januárjában megszünteti ezt, és a saját Gmail alkalmazásának használatát követeli meg ehhez az új felhasználóktól). Szintén elérhető az IMAP és a POP3, beleértve a Microsoft Exchange Server és a Kerio MailServer támogatását is. Az Apple licencelte és így teljesen támogatja a Microsoft ActiveSync platformját az iPhone 2.0-s firmware kiadásától. A telefon képes szinkronizálni az e-mail beállításokat az Apple Mail, a Microsoft Outlook és Microsoft Entourage alkalmazásaival vagy beállíthatjuk a fiókokat kézzel is a készüléken. A megfelelő beállításokkal az e-mail program képes szinte bármilyen szolgáltatónál lévő postafiókot ellenőrizni IMAP vagy POP3 protokollon keresztül.

### Kamera
Az eredeti iPhone és az iPhone 3G egy 2 megapixeles kamerával rendelkezik, amin nincs sem optikai zoom, sem vaku vagy autofókusz és hivatalosan nem támogatja a videófelvételt sem.
A képeket a Fotók alkalmazás kezeli, segítségével a felhasználók feltölthetik, böngészhetik, illetve levélben elküldhetik a képeiket. A képekre rá lehet közelíteni vagy távolítani a kijelzőn "csíptető" mozdulat segítségével. A készülék együtt tud működni az iPhoto és Aperture szoftverekkel Mac-en és a Photoshop szoftverrel a Windows-on. Az iPhone 2.0-s operációs rendszerének segítségével már a földrajzi koordináták adatai is beágyazhatóak a készített képekbe (iPhone 3G esetében).
Az iPhone 3GS-ben már egy 3.2 megapixeles, autofókuszos és videófelvételre is alkalmas kamera van.
Az iPhone 4 már egy 5 megapixeles, autofókuszos (Tap to Focus) kamerával és egy LED vakuval rendelkezik, illetve újdonság még az 5-szörös digitális zoom, a 720p HD videófelvétel, és a HDR képek készítésének lehetősége.
Az iPhone 4s-ben a kamera már 8 megapixeles, és 1080p Full HD videorögzítést tesz lehetővé, emellett iOS 6-tól kezdődően panorámafotózásra is alkalmas. Az iPhone 5 kamerája ettől nem sokban tér el, de már 5 tagú lencserendszerrel és infra szűrővel rendelkezik.
Az iPhone 5s kamerája maradt ugyan 8 megapixeles, de a két, különböző színhőmérsékletű LED miatt a vaku használatakor élethűbb színeket kapunk, illetve lehetségessé vált a 120fps-es videorögzítés 720p felbontással a lassított felvételekhez. Ezen túl "burst" módban a készülék az exponáló gomb nyomva tartása alatt folyamatosan készít képeket, amik közül automatikusan kiválasztja, és felajánlja a legjobbakat.
Az iPhone 6-ban található kamera lehetőséget ad 240 fps-sel csinálhatunk lassított felvételeket, illetve az iPhone 6 Plusban beépítettek egy optikai képstabilizátort is.

### Kapcsolódás
A legújabb készülékek már támogatják a Bluetooth 4.0 LE-t, ugyanakkor az iOS nem támogatja például OBEX fájl átviteli protokollt. A készülékek közötti fájlküldésre az Apple az iPhone 5-től az AirDrop szolgáltatást nyújtja.
Az SMS üzeneteket kronologikus sorrendben, postafiókszerűen jeleníti meg a Mail-hez hasonlóan, ami az összes üzenetet a küldővel és a válasszal együtt mutatja. Az üzenetek szövegbuborékokban jelennek meg, hasonlóan a korábbi iChat-hez, vagy a Messages apphoz, a küldő nevével együtt. Az Üzenetek app ugyanakkor az SMS/MMS esetén nem kezeli a kézbesítési jelentéseket (bár ezekre szolgáltatóktól függő kódok ettől még használhatóak), illetve az e-mailek esetén nem támogatja a visszaigazolásokat.

### Szövegbevitel
A szöveg beviteléhez az érintőképernyőre egy virtuális billentyűzetet implementáltak, ami rendelkezik automatikus ellenőrzési és javítási képességekkel, valamint prediktív szövegbeviteli opcióval, és egy dinamikus szótárral, ami megtanulja az új szavakat. A prediktív szövegbeviteli képességnek köszönhetően a felhasználóknak nem kell rendkívül pontosnak lenniük szövegíráskor – például a kívánt betű szélét vagy közepét érintve az egyes elütéseket a rendszer automatikusan képes javítani. A gombok valamivel nagyobbak és távolabb lesznek egymástól elforgatott üzemmódban.
A speciális karakterek eléréséhez egy-egy adott billentyűt hosszan lenyomva juthatunk el: az ilyenkor előbukkanó menükből választhatjuk ki a kívánt betűt. Ezzel a módszerrel érhetőek el a magyar ékezetes betűk is.
Az első iPhone megjelenésekor David Pogue a The New York Timestól és Walt Mossberg a The Wall Street Journaltól egyaránt kipróbálta a készüléket két héten keresztül és kezdetben nehéznek találták megtanulni a virtuális billentyűzet kezelését, habár alapvetően használhatónak nevezték. Pouge azt mondta, hogy „frusztráló” volt először, de „amint megszűnik minden egyes betűért való aggódásod és belevágsz, a sebesség és pontosság jelentős mértékben javul.” Öt nap használat után Mossberg „képes volt ugyanolyan gyorsan és pontosan gépelni, ahogy az éveken keresztülhasznált Palm Treójával szokott”, és úgy említette a fizikai billentyűk hiányát, hogy az „nem probléma”. Mindketten úgy találták, hogy az iPhone gépelés-javító opciója volt a kulcs a virtuális billentyűzet sikeres használatához.

## Múlt és hozzáférhetőség
Az iPhone genezise az Apple első emberének, Steve Jobs-nak utasításával kezdődött, melyben az Apple mérnökeit arra kérte, hogy fejlesszenek ki egy érintésérzékeny képernyőt. Az Apple az eszközt titokban és példa nélkül álló együttműködésben készítette el az AT&T Mobility-vel – a készülék kezdetekor még Cingular Wireless – együttműködésben, 150 millió US dollár becsült költségen. A fejlesztés során az iPhone kódneve "Purple 2" volt.
A cég elutasított egy korai "bizottsági designt", melyet a Motorolával hoztak létre, amellyel szemben előnyben részesítették a saját designt, hardvert, és kezelői felületet.
Az iPhone-t 2007. június 29-én kezdték el árusítani az Egyesült Államokban. Az Apple délután 2 órakor már bezárta az üzleteit, hogy felkészülhessen a délután 6 órai nyitásra, miközben a vásárlók már hosszú sorokban álltak az üzletek előtt országszerte. Az Apple az első 30 órában 270.000 iPhone-t adott el a nyitó hétvégén, és 2007-ben összesen 8 millió iPhone-t adtak el az USA-ban az ESA (Entertainment Software Association) adatai alapján. Ezt követően az eredeti iPhone öt másik országban vált elérhetővé (Írország, Egyesült Királyság, Franciaország, Németország és Ausztria).
2008. július 11-én, az Apple útjára indította az iPhone 3G-t huszonkét országban, beleértve az eredeti hatot. 48 másik országban várhatóan ezt követően válik elérhetővé. Az első iPhone 3G-t a világon Új-Zélandon, Auckland városában egy 22 éves tanulónak, Jonny Gladwellnek adták el, egy perccel éjfél után (helyi idő szerint). Az Egyesült Államokban az új telefon vásárlásához 2 éves előfizetői szerződés volt szükséges az AT&T-nél. Az iPhone 3G indulási napján az USA-ban rengeteg készüléket nem sikerült aktiválni, az Apple szervereinek túlterheltsége miatt. Ettől függetlenül a cég 1 millió iPhone 3G-t adott el az egy első 3 napon (köszönhetően annak, hogy több országban jelent meg egyszerre).

## Modellek
Az alábbi táblázat az iPhone változatait hasonlítja össze:
| # | Modell neve                    | Gyártás                      | Gyártás                       | Gyártás                         | Támogatás            | Támogatás                 | Támogatás               | Támogatás            | Újkori ára                                                                |
| # | Modell neve                    | Első operációs rendszer      | Kezdete                       | Vége                            | Vége                 | Utolsó operációs rendszer | Eltelt idő              | Eltelt idő           | Újkori ára                                                                |
| # | Modell neve                    | Első operációs rendszer      | Kezdete                       | Vége                            | Vége                 | Utolsó operációs rendszer | Forgalmazás kezdete óta | Forgalmazás vége óta | Újkori ára                                                                |
| --- | ------------------------------ | ---------------------------- | ----------------------------- | ------------------------------- | -------------------- | ------------------------- | ----------------------- | -------------------- | ------------------------------------------------------------------------- |
| 1. | iPhone                         | iPhone OS 1.0                | 2007. június 29.              | 2008. június 9.                 | 2010. június 20.     | iOS 3.1.3                 | 14 év, 4 hónap          | 13 év, 4 hónap       | $499/$599*                                                                |
| 2. | iPhone 3G                      | iPhone OS 2.0                | 2008. július 11.              | 2010. augusztus 9.              | 2011. március 3.     | iOS 4.2.1                 | 13 év, 3 hónap          | 11 év, 2 hónap       | $199/$299* $499                                                           |
| 3. | iPhone 3GS                     | iPhone OS 3.0                | 2009. június 19.              | 2012. szeptember 12.            | 2013. szeptember 18. | iOS 6.1.6                 | 12 év, 2 hónap          | 9 év                 | $199/$299* $599/$699                                                      |
| 4. | iPhone 4                       | iOS 4.0                      | 2010. június 21.              | 2013. szeptember 10.            | 2014. szeptember 17. | iOS 7.1.2                 | 11 év, 4 hónap          | 8 év                 | $199/$299* $649/$749                                                      |
| 5. | iPhone 4s                      | iOS 5.0                      | 2011. október 14.             | 2014. szeptember 9.             | 2016. szeptember 12. | iOS 9.3.5                 | 10 év, 1 hónap          | 7 év, 1 hónap        | $199/$299/$399* $649/$749/$849                                            |
| 6. | iPhone 5                       | iOS 6.0                      | 2012. szeptember 21.          | 2013. szeptember 10.            | 2017. szeptember 18. | iOS 10.3.3                | 9 év                    | 8 év                 | $199/$299/$399* $649/$749/$849                                            |
| 7. | iPhone 5c                      | iOS 7.0                      | 2013. szeptember 20.          | 2015. szeptember 9.             | 2017. szeptember 18. | iOS 10.3.3                | 8 év                    | 6 év                 | $99/$199* $549/$649                                                       |
| 7. | iPhone 5s                      | iOS 7.0                      | 2013. szeptember 20.          | 2016. március 21.               | 2019. szeptember 26. | iOS 12.4.2                | 8 év                    | 5 év                 | $199/$299/$399* $649/$749/$849                                            |
| 8. | iPhone 6 / 6 Plus              | iOS 8.0                      | 2014. szeptember 19.          | 2016. szeptember 7.             | 2019. szeptember 26. | iOS 12.4.2                | 7 év                    | 5 év, 1 hónap        | $199/$299/$399* $649/$749/$849 Plus: $299/$399/$499* Plus: $749/$849/$949 |
| 9. | iPhone 6s / 6s Plus            | iOS 9.0                      | 2015. szeptember 25.          | 2018. szeptember 12.            | 2022. szeptember 12. | IOS 15                    | 6 év, 1 hónap           | 3 év, 1 hónap        | $199/$299/$399* $649/$749/$849 Plus: $299/$399/$499* Plus: $749/$849/$949 |
| 9. | iPhone SE (első generáció)     | iOS 9.3                      | 2016. március 31.             | 2018. szeptember 12.            | 2022. szeptember 12. | iOS 15                    | 5 év, 7 hónap           | 3 év, 1 hónap        | $399/$499*                                                                |
| 10. | iPhone 7 / 7 Plus              | iOS 10.0                     | 2016. szeptember 16.          | 2019. szeptember 10.            | 2022. szeptember 12. | iOS 15                    | 5 év                    | 2 év                 | $199/$299/$399* $649/$749/$849 Plus: $319/$419/$519* Plus: $769/$869/$969 |
| 11. | iPhone 8 / 8 Plus              | iOS 11.0                     | 2017. szeptember 22.          | 2020. április 15.               | 2023. szeptember 7.  | iOS 16                    | 4 év                    | 1 év, 6 hónap        | $699/$849 Plus: $799/$949                                                 |
| 11. | iPhone X                       | iOS 11.0                     | 2017. november 3.             | 2018. szeptember 12.            | 2023. szeptember 7.  | iOS 16                    | 3 év, 10 hónap          | 3 év                 | $549/$699* $999/$1149                                                     |
| 12. | iPhone Xs / Xs Max             | iOS 12.0                     | 2018. szeptember 21.          | 2019. szeptember 10.            | még tart             | legutóbbi iOS             | 3 év                    | 2 év                 | $999/$1149/$1349 Max: $1099/$1249/$1449                                   |
| 12. | iPhone Xr                      | iOS 12.0                     | 2018. október 26.             | 2021. szeptember 14.            | még tart             | legutóbbi iOS             | 3 év                    | 0 hónap              | $749/$799/$899                                                            |
| 13. | iPhone 11                      | iOS 13.0                     | 2019. szeptember 20.          | még tart                        | még tart             | legutóbbi iOS             | 2 év                    | nincs adat           | $699/$749/$849                                                            |
| 13. | iPhone 11 Pro / 11 Pro Max     | iOS 13.0                     | 2019. szeptember 20.          | 2020. október 13.               | még tart             | legutóbbi iOS             | 2 év                    | 11 hónap             | $999/$1149/$1349 Max: $1099/$1249/$1449                                   |
| 13. | iPhone SE (második generáció)  | iOS 13.4                     | 2020. április 24.             | még tart                        | még tart             | legutóbbi iOS             | 1 év, 5 hónap           | nincs adat           | $399/$449/$549                                                            |
| 14. | iPhone 12 / 12 Mini            | iOS 14.0                     | 2020. október 16.             | még tart                        | még tart             | legutóbbi iOS             | 1 év                    | nincs adat           | $699/$799/$849                                                            |
| 14. | iPhone 12 Pro / 12 Pro Max     | iOS 14.0                     | 2020. október 16.             | 2021. szeptember 14.            | még tart             | legutóbbi iOS             | 1 év                    | 1 hónap              | $999/$1149/$1349 Max: $1099/$1249/1449                                    |
| 15. | iPhone 13 / 13 Mini            | iOS 15.0                     | 2021. szeptember 24.          | még tart                        | még tart             | legutóbbi iOS             | 0 hónap                 | nincs adat           | nincs adat                                                                |
| 15. | iPhone 13 Pro / 13 Pro Max     | iOS 15.0                     | 2021. szeptember 24.          | még tart                        | még tart             | legutóbbi iOS             | 0 hónap                 | nincs adat           | nincs adat                                                                |
| 16. | iPhone SE (harmadik generáció) | iOS 15.4                     | 2022. március 18.             | még tart                        | még tart             | legutóbbi iOS             | 0 hónap                 | nincs adat           | nincs adat                                                                |
| 17. | iPhone 14                      | iOS 16.0                     | 2022. szeptember 16.          | még tart                        | még tart             | legutóbbi iOS             | 0 hónap                 | nincs adat           | nincs adat                                                                |
| 17. | iPhone 14 Plus                 | iOS 16.0                     | 2022. október 8.              | még tart                        | még tart             | legutóbbi iOS             | 0 hónap                 | nincs adat           | nincs adat                                                                |
| 17. | iPhone 14 Pro / 14 Pro Max     | iOS 16.0                     | 2022. szeptember 16.          | még tart                        | még tart             | legutóbbi iOS             | 0 hónap                 | nincs adat           | nincs adat                                                                |
| \| Jelmagyarázat: \| Megszűnt és nem is támogatott. \| Megszűnt, de még támogatott. \| Jelenleg forgalmazott modell. \| *24 hónapos szerződés szükséges \| |                                |                              |                               |                                 |                      |                           |                         |                      |                                                                           |
| Jelmagyarázat: | Megszűnt és nem is támogatott. | Megszűnt, de még támogatott. | Jelenleg forgalmazott modell. | *24 hónapos szerződés szükséges |                      |                           |                         |                      |                                                                           |

## Kritikák

### Gyártás
A The Wall Street Journal információi alapján az iPhone-t a tajvani Foxconn cég gyártja Longhua és Sencsen városában. A dolgozók munkakörülményei a gyárban problémásak.

### Környezetvédelmi és szociális vonatkozások
A mobiltelefonok előállítása, az alkatrészekhez szükséges ércek bányászata, valamint a hulladékká váló készülékek több környezetegészségügyi, emberi jogi és természetvédelmi problémát felvetnek.
A Greenpeace kritizálta, hogy az iPhone-ban környezetkáros anyagokat, mint például brómot vagy PVC-t használnak fel. Steve Jobs egy nyílt levélben kijelentette, hogy csak környezetbarát anyagokat fognak használni.
A Foxconn gyáraiban nyugati szemmel nézve embertelen munkakörülmények között dolgoznak a cég munkatársai.
A Jane Goodall Intézet szerint “Az elektronikai eszközökhöz felhasznált koltán több mint a fele ismeretlen eredetű, melyek felvásárlásával a gyártó cégek közvetlenül felelősek az Afrikában zajló illegális bányászatért annak minden humanitárius és ökológiai vonzatával együtt.”

### Kizárólagosság
Sokan kritizálták, hogy eredetileg kizárólag csak az AT&T-nél lehetett kapni, de azóta már világszerte több szolgáltatónál elérhető.

### Öntörvényűség
Az Apple egyéb termékeihez hasonlóan az iPhone-ra is igaz, hogy bizonyos elterjedt, népszerű alkalmazások vagy szabványok nem elérhetőek és használhatóak az iPhone készülékeivel, helyettük másmilyenek, kvázi „újabbak” vannak, amik viszont csak az ő készülékeiken használhatóak. Például a csak iPhone-okon lévő csatlakozókat csak átalakítóeszközök (iPhone dokkolók) segítségével lehet kompatibilissé tenni más eszközökkel, készülékekkel, amiket külön kell megvásárolni. Az ilyen termékeket gyártó cégek csak az Apple-lel történt megegyezés után gyárthatnak ilyen tartozékokat. Ráadásul az iPhone 5-re már egy új és keskenyebb, egyedi csatlakozó került, mint a korábbi modellekre, ezért adott esetben újabb átalakítóra lesz szükség. Ezenkívül az iPhone-on olyan elterjedt dolog sincs, mint az FM rádió, a bővíthető memória, vagy akár a háttértárként való használat, valamint az iPhone 5-be a hagyományos SIM helyett úgynevezett nano SIM került, ami szintén tovább távolítja a kompatibilitást az elterjedt szabványokkal.

### Térkép
Az Apple az iPhone 5-re maga által fejlesztett térképet telepített Apple Maps néven, azonban számos durva pontatlanság volt tapasztalható a használata során (utána a cég ki is rúgta a térképészeti szoftverért felelős részleg vezetőjét). A cég úgy reagált a problémára, hogy majd a felhasználók révén szeretnének pontosabb térképészeti és helyrajzi adatokhoz jutni, amivel idővel pontosabb lesz a rendszer. Amellett, hogy az Apple nyilvánosan is bocsánatot kért a térkép hibái miatt, külön ki is emelte a navigációra alkalmas térképeket az App Store-ban, illetve később megjelent a Google Térképek frissített változata is a Google jóvoltából az App Store-ban.

### Tervezés
Az LG Electronics azt állította, hogy az Apple lemásolta a LG Prada telefon kinézetét és a kezelési felületet.
Az iPhone kijelzője pont akkora mint egy Pall Mall cigarettásdoboz.

### Akkumulátor
A készülékek akkumulátorai csak szétszerelés után cserélhetőek, így mindenképp szervizbe kell adni a művelethez, ami az alkatrész árán felül jelentős költség. A gyártó tagadta, később azonban beismerte, hogy lassítják a készülékek processzorait, ahogy a kapacitás csökken.